# Jesper Hussfelt
Jesper Hussfelt, född 20 oktober 1973 i Linköping, numera bosatt i Sigtuna, är en svensk sportjournalist, verksam inom TV4.
Hussfelt har ofta agerat som kommentator för TV4:s fotbollssändningar från svenska landskamper, EM, VM, Ligue 1 och Serie A, men sitter även med i  Fotbollskanalen Europa på söndagar där han, Patrick Ekwall, Olof Lundh och Johanna Garå pratar om helgens ligaspel i Europa. De senaste åren har han även varit programledare för Europa League-sändningarna med konceptet 'Super Live' som i huvudsak har sänts på fotbollskanalen.se. 
Mellan 2010 och 2014 var han även programledare för studioprogrammet Club Calcio, där han, Marcus Birro, Martin Åslund samt Thomas Nordahl diskuterade italienska Serie A. Från sommaren 2011 och framåt medverkar han som kommentator vid inspelningarna av Gladiatorerna i TV4 som har sänts i fyra säsonger. Hussfelt var själv aktiv som fotbollsspelare 2007-2010 i FC Andrea Doria där han ända sedan 2007 har verkat som sportchef och tagit klubben upp till Division 4. Numera spelar han för systerföreningen FC Sampierdarenese som han själv har varit med och grundat. 